# 関西電気工事工業協同組合
関西電気工事工業協同組合（かんさいでんきこうじこうぎょうきょうどうくみあい）は、電気工事業ならびに電気店の経営の安定と発展を目的とし、指導・情報・経済・福利厚生の各事業で活動を行っている。
組織形態は、兵庫県神戸市兵庫区に主たる事務所をおく事業協同組合。組合員数は事業協同組合では、3,465事業所と電気工事業又は電気工事に付帯する事業を行う組合の中では多い部類に入る。
事業区域は、近畿2府4県及び三重県であり、所属組合員による共同事業を展開している。兵庫県神戸市、大阪府大阪市、滋賀県野洲市、奈良県橿原市、和歌山県和歌山市に事務所を設置し、組合員を幅広くサポートしている。

## 沿革
- 1940年2月16日 - 阪神・神戸地区の電気工事業者約50人が「円満」「友愛」「協力」を基本精神として、「阪神電気商業組合」を創立した。当初の事務所は兵庫県西宮市本町に所在。初代理事長は、田口重太郎。
- 1941年 - 日米開戦。組合は国の指示で、兵庫県下の同業組合と合併。第二代理事長は、辻栄。
- 1943年 - 戦時下、商工組合法が公布。組合は完全に軍の統制下にはいる。
- 1944年 - 軍の統制令によって「兵庫県電気工事施設組合」と名称変更。軍需物資の配給、軍関係の工事あっせんが組合事業の主軸となる。
- 1945年 - 日本、敗戦。組合は国の統制による活動を停止。組合員はヤミ市で飢えをしのぎながら、品物（電線や電球）と仕事を求めて工夫の日々。
- 1947年 - 新憲法にそって施行された商工協同組合法にもとづき、組織変更。組合名を「兵庫県電気工事商業協同組合」とする。第三代理事長は、大崎恵成。
- 1948年 - 組合の名称を「兵庫県電気工事工業協同組合」に変更。工事技術の組合としての性格を強く打ち出す。第四代理事長は、牧村慶治郎。
- 1949年 - 神戸市仲町に100坪の土地を購入し、組合会館を建設。第五代理事長は、芦田伴造。
- 1960年 - 電気工事技術者の国家資格、電気工事士法が成立。
- 1963年 - 「中小企業団体の組織に関する法律」に基づき、「兵庫県電気工事工業組合」が設立され、当組合他8組合が同組合に統合され、当組合は休眠組合となる。
- 1966年 - 兵庫県電気工事工業協同組合が復活。同年8月1日に労災保険事務組合が認可される。
- 1970年 - 電気工事業法が成立。都道府県知事への登録申請により、一般用電気工作物の電気工事業が開業できるようになる。
- 1971年 - 組合員が近畿一円に広がり、組合員数が1,000人を超える。組合名を「関西電気工事工業協同組合」に変更。
- 1974年 - 近畿全域に組合の支部として20支部を編成。
- 1975年 - 組合機関紙「関電協」（タブロイド判4ページ）を年3回発行。
- 1976年 - 京都市下京区堀川に関電協京都事務所を開設。
- 1977年 - 関電協、京都、中国地方、全九州の協同組合が、西日本電気工事業協同組合連絡協議会を結成。
- 1978年 - 大阪通産局、当組合に一般用電気工作物の「共同保守管理業務」を認可。協同組合では全国唯一。
- 1979年2月 - 関電協本部会館（神戸市兵庫区）、10月に関電協滋賀会館（滋賀県野洲市小篠原）が完成。
- 1985年 - 組合会館内に関電協職業訓練学校を開校。
- 1987年 - 関電協職業訓練学校が通産大臣より認可を得る。第1期卒業生17人に電気工事士の免状を授与。
- 1995年 - 阪神・淡路大震災により組合員が被害を受ける。死亡6人、全焼18棟、全壊109棟、半壊123棟。
- 1996年 - 厚生大臣より、関電協が電気工事団体で初めてとなる「指定一般廃棄物処理業者」の指定を受ける。
- 1997年 - 関電協奈良事務所を橿原市五井町に開設。
- 1999年 - 関電協和歌山事務所を和歌山市吉田に開設。
- 2002年 - 経済産業大臣より、「一般用電気工作物の調査業務」ができる団体指定を受ける。
- 2003年 - 「マイスター電気保安センター」を設立。
- 2007年 - フロン回収推進産業協議会より、電気工事業界団体で初めて「行程管理票」取扱いの認可を受ける。
- 2011年 - 関電協各支部に青年部を編成。
- 2012年7月 - 再生可能エネルギー買取制度開始。関電協で「創エネ・省エネ・蓄エネ」分野の講習会を実施し、1,017人が受講。
- 2013年 - 関電協のボランティア活動として、大阪府のアドプトフォレスト森づくり活動、兵庫県の里山整備活動を開始。
- 2015年12月 - 関西電力管内の営業所窓口で低圧工事受付が不可に。「シンセツくん」講習会を近畿1府4県8会場で実施し、537人が受講。
- 2019年 - 新型コロナウィルス感染症が蔓延。組合内でテレビ会議開催が広がる。
- 2021年10月 - 大阪市淀川区十三本町に「関電協事業本部会館」を新築。
- 2022年1月 - 大阪市中津にあった大阪事務所、神戸市兵庫区の本部機能、関電協電気工事訓練校を「関電協事業本部会館」に移転。

## 主な事業内容
- 講習会事業
  - 第一種、第二種電気工事士受験対策講習会、2級電気工事施工管理技士、第三種電気主任技術者試験などの試験対策講習会、職長・安全衛生責任者教育、フルハーネス型安全帯使用作業、低圧電気取扱業務、高圧・特別高圧電気取扱者安全衛生、高所作業車運転業務、足場の組立て作業従事者などの特別教育他
- 訓練校事業
  - 関電協電気工事訓練校の運営
- 広報事業
  - 組合広報誌の発行、組合員および組合員外の広告掲載、組合ホームページの管理
- 仕事支援事業
  - インターネットによる組合員同士の仕事の受発注システムの管理
- 福利厚生事業
  - 労災保険、健康保険、損害保険代理店、組合員退職金制度、フロン行程管理表の販売、延長保証サービス、法律相談
- ユートピア事業
  - 重機レンタル、ガソリン割引サービス、電気測定器レンタル、カーリース
- 支部活動支援事業
  - 支部より要望のある講習会、支部活動費、青年部活動費の支給

## 組織
| 総会－総代会－理事会－事務局                  |
| ┣支部運営委員会－支部推進委員会－支部・青年部 |
| ┗各部会・委員会                               |

## 事務所
- 組合本部・兵庫事務所
  - 〒652-0807 兵庫県神戸市兵庫区浜崎通2-8
- 事業本部・大阪事務所
  - 〒532-0024 大阪府大阪市淀川区十三本町1丁目12-19
- 京滋事務所
  - 〒520-2331 滋賀県野洲市小篠原2013番地2 田中ビル
- 奈良事務所
  - 〒634-0832 奈良県橿原市五井町201-2
- 和歌山事務所
  - 〒640-8343 和歌山県和歌山市吉田470 ASAビルズ吉田II

## 支部
北摂、大阪北、大阪中央、大阪東、大阪南、阪神丹有、神戸、播磨、姫路但馬、京都府、滋賀県、奈良県、和歌山県の13支部があり、それぞれが研修会、懇親会、バス旅行、ゴルフ大会、釣り大会など様々な催しを各支部の自治により運営している。

## 歴代理事長
| 初代   | 田口重太郎 |
| 2代目  | 辻栄       |
| 3代目  | 大崎恵成   |
| 4代目  | 牧村慶治郎 |
| 5代目  | 芦田伴造   |
| 6代目  | 今井杢平   |
| 7代目  | 長谷川文三 |
| 8代目  | 吉田耕造   |
| 9代目  | 那須勇     |
| 10代目 | 安積和也   |
| 11代目 | 山口好和   |
| 12代目 | 須田芳明   |
| 13代目 | 東口善照   |
| 14代目 | 原田智浩   |